# ناتائیل دی سوزا سانتوس جونیور
ناتائیل دی سوزا سانتوس جونیور (به پرتغالی: Natanael de Souza Santos Junior) مهاجم اهل برزیل است که در شهر Mortugaba و در تاریخ ۲۵ دسامبر ۱۹۸۵ به دنیا آمده‌است.
ناتائیل دی سوزا سانتوس جونیور در تیم‌های فوتبال CRB سابقهٔ حضور دارد.